# 하동 법성선원 아미타후불도
하동 법성선원 아미타후불도(河東 法成禪院 阿彌陀後佛圖)는 대한민국 경상남도 하동군 옥종면에 있는 불화이다. 2015년 10월 29일 경상남도의 문화재자료 제610호로 지정되었다.

## 개요
아미타후불도(阿彌陀後佛圖)는 화면의 중앙에는 아미타구품인을 결하고 청련좌에 결가부좌한 아미타불이 조금 크게 묘사되어 있으며, 본존 좌우에는 솟아오른 연꽃 줄기 위 청련좌에 각각 한 발을 답할좌 형식으로 연꽃에 둔 채 유희좌 모습을 취한 백의관음과 대세지보살의 모습을 대칭적으로 그려져 있다. 또한 본존 좌우측 앞쪽에는 사자를 타고 여의두를 지닌 문수동자와 연꽃을 들고 코끼리를 타고 있는 보현동자를 작게 표현하여 배치하고 있다.
화면 하단 향우측 가장자리에 마련된 주색 바탕에 묵서된 화기에서는 세존 응화 2945년 무오년에 釜山府 開雲菴의 불사의 일환으로 금어 玩虎에 의해 제작되었음을 밝히고 있다. 개운암은 현재 부산 좌천동에 소재하고 있는 개운암으로 파악되며 금어 완호의 경우 일제강점기에 부산 영도 복천사에 주석하며 경상도 지역의 불화를 제작하였던 화승이다.
1918년에 제작된 하동 법성선원 아미타후불도는 경상도 지역에서 활동 및 작품을 남기고 있는 佛母 완호의 작품이다. 특히 조선후기 화승들의 불화 전통을 계승하여 근대기로 연결시켜 주었던 완호의 작품 중에서도 앞선 시기에 놓이는 소중한 작품이기도 하다.
따라서, 완호의 개성적인 작풍 및 은은한 채색법이 잘 드러나 있는 작품이다.

## 참고 자료
- 하동 법성선원 아미타후불도 - 국가유산청 국가유산포털